# 리즈 미슬러
리스 미슐러(Reese Mishler, 1991년 4월 20일 ~ )는 미국의 배우이다.

## 출연 작품
- 퍼펙트 픽처 (2012, Picture. Perfect.) - 러셀 클레이턴 역
- 갤로우즈 (2015) - 리스 하우저 역